# Prangos angustifolia
Prangos angustifolia är en flockblommig växtart som beskrevs av Carl Fredrik Nyman. Prangos angustifolia ingår i släktet Prangos och familjen flockblommiga växter. Inga underarter finns listade i Catalogue of Life.